# Rolf Berglund
Rolf Gunnar Berglund, född 29 augusti 1931, är en svensk före detta ishockeyspelare. 

## Biografi
Berglund representerade Forshaga IF (1948–1958, 1961–1962) och Gais (1958–1961).
Han spelade även fotboll för Gais (1959–1961) och Karlstads FF. Som fotbollsspelare debuterade han i allsvenskan för Gais 1959, och spelade en enda match då Gais åkte ur allsvenskan. Han spelade sedan 13 ytterligare matcher (1 mål) för klubben i division II 1960 och två matcher 1961. När han flyttade tillbaka till Värmland spelade han fotboll i Karlstads FF.
Civilt arbetade Berglund i charkuteribranschen.

## Familj
Berglund är far till ishockeyspelaren Anders Berglund (Färjestads BK, Modo Hockey) och fotbollsspelaren Anna Berglund (QBIK, IFK Skoghall).